# ويليام ساذرلاند
ويليام ساذرلاند (بالإنجليزية: William Sutherland)‏ هو فيزيائي وأستاذ جامعي وكيميائي أسترالي، ولد في 24 أغسطس 1859 في غلاسكو في المملكة المتحدة، وتوفي في 5 أكتوبر 1911 في ملبورن في أستراليا.